# IC 702
IC 702 је спирална галаксија у сазвјежђу Лав која се налази на листи објеката дубоког неба у Индекс каталогу.
Деклинација објекта је - 4° 55' 20" а ректасцензија 11h 30m 54,6s. Привидна величина (магнитуда) објекта IC 702 износи 15,2 а фотографска магнитуда 16,0.